# نبرد ماکین
نبرد ماکین (انگلیسی: Battle of Makin) یک نبرد در جنگ جهانی دوم بود که از ۲۰ تا ۲۴ نوامبر ۱۹۴۳ در بوتاری تاری در جزایر گیلبرت رخ‌داد.